# Ricker Hills
Ricker Hills är en kulle i Antarktis. Den ligger i Östantarktis. Australien gör anspråk på området. Toppen på Ricker Hills är 1 323 meter över havet.
Terrängen runt Ricker Hills är huvudsakligen kuperad, men österut är den platt. Trakten är obefolkad. Det finns inga samhällen i närheten. 